# The Thousand Dollar Playboys
The Thousand Dollar Playboys (ibland The $1000 Playboys) var ett countryrockband från Sundsvall som anses ha startat den svenska alt-country-vågen i slutet av 1990-talet.
Bandet bildades 1996 och upplöstes 2003. Under den tiden hann The Thousand Dollar Playboys spela in och ge ut två album på skivbolaget Massproduktion.
Bandets frontman Lars Bygdén ger numera ut musik under eget namn. Flera av de övriga medlemmarna i bandet spelade parallellt med folkrockbandet Garmarna.

## Medlemmar
- Lars Bygdén – sång, gitarr
- Jens Höglin – trummor
- Gotte Ringquist – gitarr
- Tomas Östman – keyboard
- Stefan Brisland-Ferner – violin
- Anders Bergman – gitarr, mandolin (1997–2003)
- Björn Eriksson – basgitarr (1997–2001)
- Roger Norman – basgitarr (2001–2003)
- Magnus Sedin – basgitarr (2003)

## Diskografi
Studioalbum
- 1999 – The $1000 Playboys
- 2001 – Stay

Singlar
- 1999 – "Preacher" / "The Rope"
- 2000 – "Lonely Nights"
- 2001 – "Got to Keep Moving" / "(She's So) Untouchable"
- 2002 – "A Very Special Christmas" / "I Said Yes"